# Arveyres
Arveyres is een gemeente in het Franse departement Gironde (regio Nouvelle-Aquitaine). De plaats maakt deel uit van het arrondissement Libourne. Arveyres telde op 1 januari 2022 2.058 inwoners.

## Geografie
De oppervlakte van Arveyres bedroeg op 1 januari 2022 17,27 vierkante kilometer; de bevolkingsdichtheid was toen 119,2 inwoners per km².

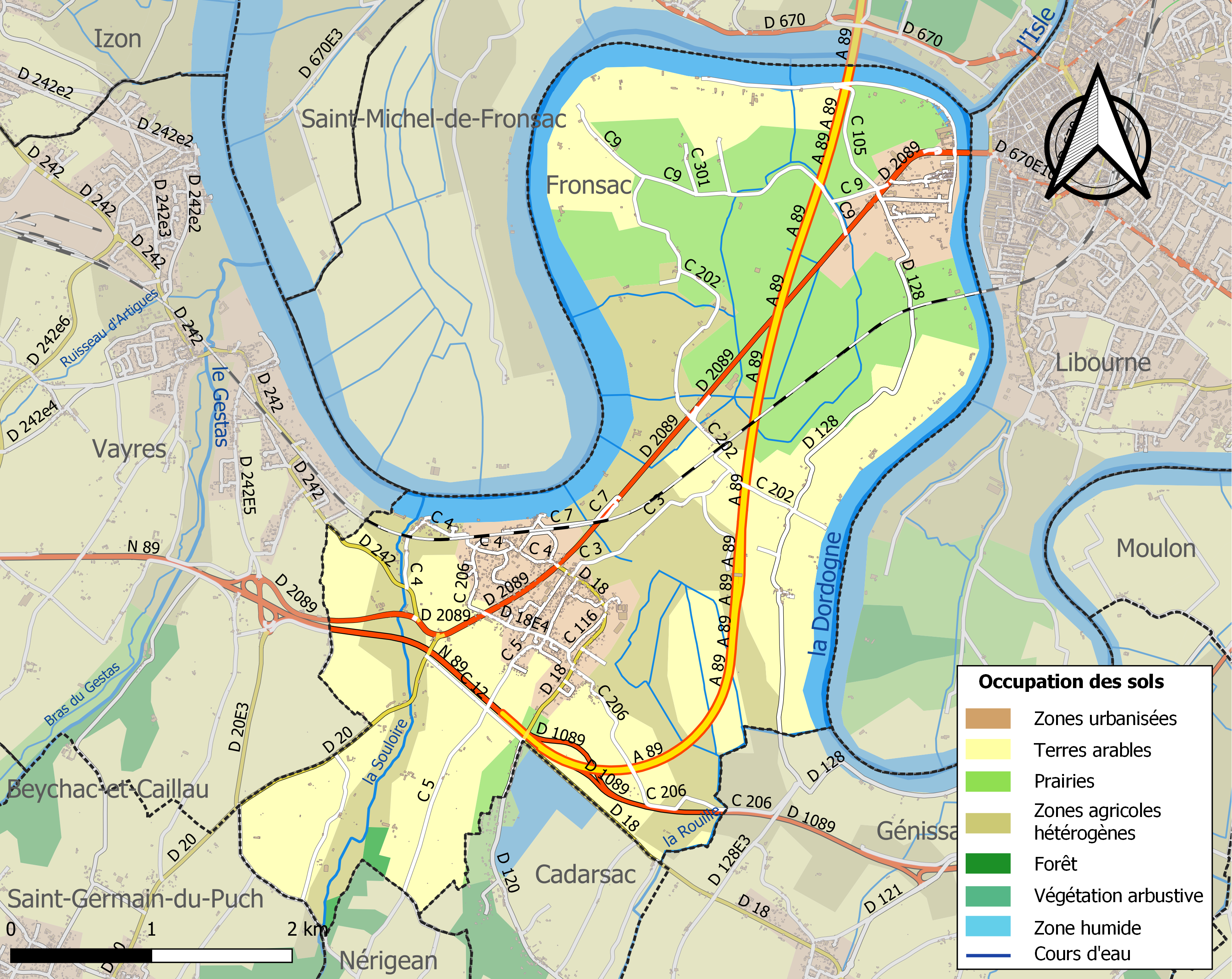
Kaart van de gemeente met belangrijkste infrastructuur, bodemgebruik en omliggende gemeenten

## Demografie
Onderstaande figuur toont het verloop van het inwonertal (bron: INSEE-tellingen).

## Geboren in Arveyres
- Jean-Marie Londeix (1932-2025), saxofonist